# Landtag (historique)
Pour les articles homonymes, voir Landtag.
Landtag (lat. dietas) était le nom des rassemblements des États d’une région (allemand : Landstände) politiques et intitulés – alors les Landstände – dans le Moyen Âge tardif et dans l’Époque moderne.

## Désignation
Puisqu'à l’origine ces réunions ne duraient qu’une journée pour traiter toutes les affaires des compatriotes, elles sont nommées journée du pays (allemand : Land Tag). La désignation latine vient également de dies – le jour/la journée.

## Devoirs
Les Landtage se sont constitués à partir des réunions des tribunaux d’une région. Leur devoir principal était l’approbation des impôts que le prince de cette région ne devait pas augmenter sans d’accord des États.

## Participants
Les soi-disant représentants des sociétés étaient représentés dans les différents Landtage des États corporatifs. Ces représentants pouvaient être: Prélature (Évêque, Abbé, etc.), Noblesse (Prince, Seigneur, etc.), ville libre et ville impériale. À l’Archiduché d’Autriche il y avait des représentants des ’’Marchés archiducaux’’ (de: landesfürstlichen Märkte) et au Tyrol ceux des communes rurales. Les membres du même État étaient regroupés dans le Landtag sous le nom de « Curies » ou de « Bancs ». La Noblesse formait le Ritterschaft dans les Landtage. Normalement il y avait trois Curies: Prélature, Chevalerie et les villes. Le Premier État – et avec ceci la première curie – était soit la Prélature ou les Seigneurs. L’ensemble des Landstände d’un territoire était aussi nommé Landschaft (de).
Les députés dans les Landtage n’étaient pas élus. La participation était liée soit à un privilège personnel d’une propriété (assez large et importante) soit à une fonction (p. ex. le dirigeant d’un Stift). Les députés des villes étaient nommés par le conseil municipal, donc eux aussi, ils n’étaient pas élus. Cette composition des Landtage correspond au résultat : Les représentants des sociétés ne votaient d’abord que pour les intérêts de leurs sociétés et seulement après pour ceux de la région.

## Procédé de vote
Les votes dans les Landtage ne se produisirent pas après les règles d’aujourd’hui le [Scrutin uninominal majoritaire à un tour|principe de majorité]. En général, on vota selon le procédé de vote des Sociétés. Cela signifie que l’on se mit d’accord d’abord à l’intérieur des différentes Sociétés (le principe de majorité put absolument appliqué à ceci) et que l’on compara les résultats. Dans quelques pays, un consensus devait être trouvé pour une décision du Landtag. Dans d’autres territoires il suffit si la majorité des Sociétés était d’accord sous la condition que la majorité de la Noblesse l’était aussi. Dans quelques pays des membres d’une Société particulièrement puissants avaient une propre voix personnelle et grâce à celle-ci ils votaient indépendamment.

## À comparer aussi
- Ständeordnung
- Diète d’Empire (Reichstag)

## Littératures
- Gerhard Buchda: Reichsstände und Landstände in Deutschland im 16. und 17. Jahrhundert. In: Heinz Rausch: Die geschichtlichen Grundlagen der modernen Volksvertretung. Die Entwicklung von den mittelalterlichen Korporationen zu den modernen Parlamenten. Band 2: Reichsstände und Landstände. Wissenschaftliche Buchgesellschaft, Darmstadt 1974,  (ISBN 3-534-06911-0), (Wege der Forschung 469), S. 211–241.
- Dietrich Gerhard (Hrsg.): Ständische Vertretungen in Europa im 17. und 18. Jahrhundert. 2. unveränderte Auflage. Vandenhoeck & Ruprecht, Göttingen 1974,  (ISBN 3-525-35332-4), (Veröffentlichungen des Max-Planck-Instituts für Geschichte 27), (Studies presented to the International Commission for the History of Representative and Parliamentary Institutions 37).